# محمدجعفر محلاتی
محمدجعفر محلاتی، فرزند شیخ محمدحسین (تولد ۱۲۸۴ قمری) از روحانیان مبارز جنوب بود.
وی به سال ۱۲۸۴ قمری (۱۲۴۳ خورشیدی) در شیراز به دنیا آمد. خاندان وی اصالتاً شوشتری بوده و جد پدری ایشان مجتهدالزمان ملااحمد از شوشتر به همراه پدر بزرگوارشان مولانا محمّدالتستری به محلات مهاجرت نموده و سپس جدشان ایشان ملا محمّدعلی محلاتی از محلات به شیراز مهاجرت نمودند و نسب وی به علی ابن الحسین النجارالتستری و به شجره نامه خاندان بنی النّجار می‌رسد. وی به سال ۱۳۰۹ در ۲۵ سالگی برای تحصیل علوم عالی به سامرا رفت و از میرزای شیرازی بهره‌مند شد؛ و پس از آن در نجف در دروس سید محمدکاظم یزدی و آخوند خراسانی حاضر شد و از آندو اجازه اجتهاد گرفته و در سال ۱۳۳۰ قمری به شیراز برگشت.
وی در قیام و مقاومت جنوب هنگام جنگ جهانی اول در مقابل بریتانیا در کنار مردم بود و حکم جهادی خود را صادر کرد که به وسیلهٔ ضیاءالواعظین به سمع مردم رسید؛ و مردم شیراز را برای حمایت از تنگستانی‌ها و دشتستانی‌ها فراخواند و در ۹ ذیحجه ۱۳۳۳ قمری خود لباس رزم پوشید و با ۷۰۰ مجاهد عازم برازجان شد. ناصر دیوان کازرونی در راه کازرون از آن‌ها استقبال نمود و عده‌ای از مردم کازرون با آن‌ها همراه شدند. در برازجان شیخ محمدحسین برازجانی، سلطان اخگر (فرمانده ژاندارمری) و غضنفرالسلطنه برازجانی (حکمران برازجان) از آن‌ها بگرمی استقبال کردند. احمدخان دریابیگی به قصد ایجاد اختلاف بین مجاهدین شیراز و تنگستانی خود را به جمع مجاهدین شیراز رساند؛ و از آن‌ها خواست در برازجان بمانند. ۳۰۰ نفر از نیروهای ژاندارمری به حکم جهادی آقای محلاتی حاضر به جنگ شدند؛ و به مجاهدین تنگستانی در چغادک پیوستند. کدخدایان بندر ریگ، حیات داوود و لیراوی و اهالی دشتستان و دشتی به دنبال حکم جهادی جعفر محلاتی به دفاع و همکاری با تنگستانی‌ها شتافتند.
شیخ محمدجعفر محلاتی به سال ۱۳۱۸ خورشیدی درگذشت. از جمله فرزندان وی، بهاءالدین محلاتی و جلال الدین آیت‌الله‌زاده و جمال الدین آیت الله‌زاده، محلاتی می‌باشند.

## شاگردان
- آقامیر محمدلطیف رضاتوفیقی
- شیخ بهاءالدین محلاتی
- میرزا ابراهیم اصطهباناتی
- ابوالحسن حدائق